# Adriana Crispo
Adriana Crispo, morte après 1537, est une femme noble issue de la famille des Crispo, dame d'Ios, de Thirassía (1508-1537) et d'Antiparos (1528-1537), dans l'archipel des Cyclades. Elle fut l'un des derniers souverains de la région avant sa conquête par l'Empire ottoman.

## Biographie
Elle succède à son père, Marco, arrière-petit-fils de Francesco Crispo, en tant que dame d'Ios et de Thirassía. Elle épouse Alessandro Pisani, noble vénitien, en 1508.
En 1528, elle succède à sa grand-mère, Lucrezia Loredano (1446-1528), à Antiparos.
Les îles sont conquises par les Ottomans en 1537.